# Wendla Randelin

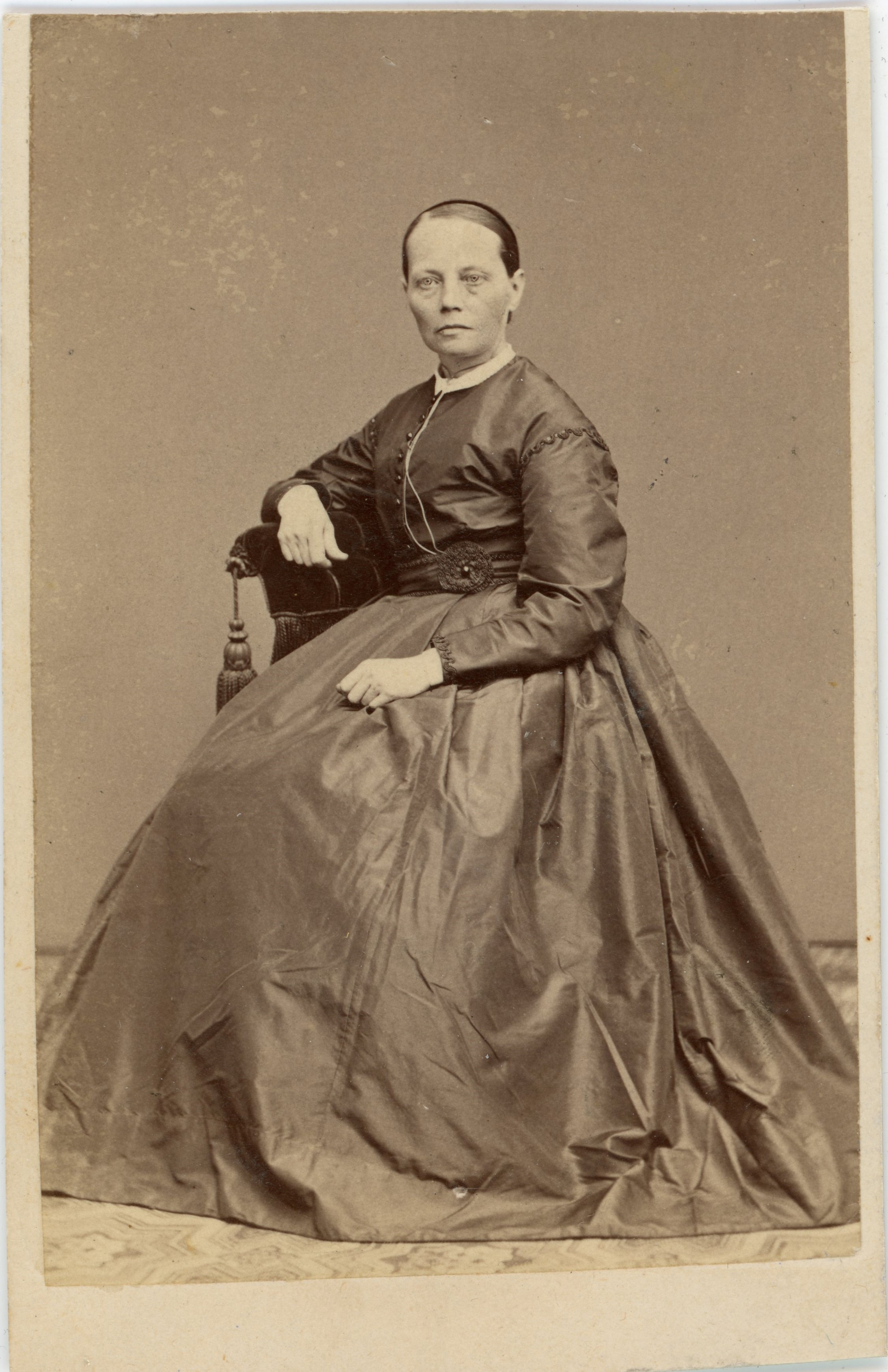
Porträtphotographie von Wendla Randelin

Wendla Johanna Randelin (geboren 13. Dezember 1823 in Huittinen, gestorben 4. Februar 1906 in Lokalahti), geborene Cumenius, Pseudonym Wendela bzw. Vendela, war eine finnlandschwedische Schriftstellerin. Sie schrieb 1848 einen der ersten in Finnland veröffentlichten Romane.

## Leben und Werk
Wendla Cumenius wurde 1823 in Vittis (heute finnisch Huittinen) geboren. Ihre Mutter war Carolina Gustava von Delwig, ihr Vater der Geistliche und Arzt Erik Johan Cumenius. Nachdem die Mutter 1835 bei der Geburt ihres zwölften Kindes gestorben war, zog die Familie nach Nystad (heute finnisch Uusikaupunki), wo der Vater Pfarrer wurde.
Über Wendlas Jugend ist relativ wenig bekannt. Sie besuchte einige Zeit Salmbergska flickpensionen, das von Anna Salmberg geführte Mädchenpensionat in Åbo (finnisch Turku), in dem zuvor auch die junge Fredrika Runeberg unterrichtet worden war. Ihre Ausbildung wurde von ihrem wohlhabenden Onkel, dem Militärrichter Carl Fredrik Cumenius, finanziert, dem sie sehr nahe stand und bei dem sie einen Teil ihrer Kindheit verbracht hatte. 1845 heiratete sie den verwitweten Bürgermeister von Nystad Pehr Gustaf Randelin.
Zu Wendla Randelins Bekanntenkreis gehörte der Buchhändler und Verleger J. W. Lillja in Åbo. Er schlug ihr vor, zu schreiben, um die Anzahl der wenigen damals in Finnland veröffentlichten Romane zu erhöhen. So entstand der Roman Den Falna (Die Gefallene), der 1848 in der von Lillja herausgegebenen Serie Aura veröffentlicht wurde. Das Buch erhielt positive Kritiken, unter anderen von Zacharias Topelius und J. V. Snellman. Ehebruch ist das Thema, aber der Roman endet mit Reue, Versöhnung und Familienzusammenführung, was den zeitgenössischen Lesern gefiel, so wie auch die vielen Verweise auf die Bibel. Andererseits handelt das Buch von der finnischen Erweckungsbewegung, die von der offiziellen Kirche heftig bekämpft wurde.
Die tatsächliche Identität der Autorin war zum Zeitpunkt der Veröffentlichung des Buches unter dem Pseudonym Wendela unbekannt. Snellman vermutete eine Autorin aus Schweden. Tatsächlich war Randelin von schwedischen Schriftstellerinnen inspiriert, wie Fredrika Bremer, Sophie von Knorring und Emilie Flygare-Carlén, und das Buch beschreibt Familienleben so ähnlich wie es für Bremer typisch ist.
Ihre Kurzgeschichte Maria, die während des so genannten Finnischen Krieges spielt, war von den Erzählungen eines alten Soldaten inspiriert, der in Nystad lebte. Sie erschien 1853 in einem von ihr gemeinsam mit ihrer Freundin Augusta Vörlund unter Pseudonym herausgegebenen „Poetischen Kalender“. Randelin schrieb außerdem für die Kinderzeitschrift Eos, die zwischen 1854 und 1866 in Finnland erschien.
Die Arbeit als Mutter und Hausfrau ließ Wendla Randelin jedoch wenig Zeit zum Schreiben. Insgesamt wurden den Randelins sieben Kinder geboren; der älteste Sohn Alarik starb im Alter von fünf Jahren. 1858 starb Pehr Gustaf und hinterließ Wendla Randelin als Alleinversorgerin der minderjährigen Kinder. Ihre finanzielle Situation verbesserte sich 1859 aufgrund einer Rente aus dem Witwen- und Waisenfonds des finnischen öffentlichen Dienstes. 1864 erbte sie von ihrem Onkel das Gut Huhkola in Vittis und zog mit den Kindern dorthin. Ihr Sohn Felix übernahm das Gut im Jahr 1876.
Wendla Randelin lebte danach bis zu ihrem Tod im Februar 1906 teilweise in Helsingfors (finnisch Helsinki) und teilweise bei ihrem Sohn in Vittis.

## Werk
- 1848 Den Falna: en berättelse af Wendela. J. W. Lilljas förlag, Åbo (= Aura II)
  - Elisabeth. (Übersetzung und Vorwort Kati Launis). WSOY, Juva 1999, ISBN 951-023335-8 (finnisch).
- 1853 „Maria: Berättelse af Vendela“ in: Alku, poetisk kalender af Vendela och Augusta, Frenckell, Helsingfors